# サッキヤルヴェン・ポルッカ
サッキヤルヴェン・ポルッカ（フィンランド語: Säkkijärven polkka）は、フィンランドの民謡。フィンランド国内では非常に有名な民謡の一つである。

## 概要
元々はフィンランド・南カレリアで演奏されていた曲であり、ヴィルヨ・ヴェステリネンによって大衆化されたものが現在知られているサッキヤルヴェン・ポルッカである。
サッキヤルヴェン・ポルッカは「サッキヤルヴィのポルカ」という意味である。サッキヤルヴェン・ポルッカはテンポが速く、アコーディオンで演奏されることが多い。フィンランドのアコーディオン奏者からは「国歌」と称されるほどの人気を持っている。
アニメ映画『ガールズ&パンツァー 劇場版』ではフィンランドをモデルとした継続高校のテーマ曲として使用された。劇中では継続高校の生徒ミカがフィンランドの弦楽器カンテレを用い演奏している。

## 軍事利用
継続戦争においてフィンランド軍はモスクワ講和条約で割譲したカレリアの奪還を行った。攻勢はうまく進み、ソ連軍は撤退を重ねた。撤退はカレリアの要所ヴィープリ(現在ロシア・カレリア共和国のヴィボルグ)でも行われその際にソ連軍は地雷（Objektmine F-10、Viipurin radiomiinat）を町中に設置した。ヴィープリ占領後(1941年8月29日)から不可解な爆発が起き、最初の発見までに17回地雷が爆発した。その後ソ連軍捕虜の協力もありYLEのエンジニアが特定の周波数で振動する3つの音叉が備わっていると突き止めた。3つの周波数を妨害するためにサッキヤルヴェン・ポルッカが間髪入れず1週間流され地雷は無効された。